# عصر الأسر المصرية المبكرة
عصر الأسرات المُبكر أو العصر الثِّيني (3200 - 2780) يضم الأسرتين اللتين يبدأ بهما التاريخ المُدوَّن لمصر الأسرة الأولى والثانية. بدأت هذه الفترة مع توحيد الملك مينا لمصر العليا والسفلى حيث كانت ثينيس التي تقع بالقرب من «أبيدوس» (العَرَّابة المدفونة، مركز البَلِّينا، محافظة سوهاج) هي أول العواصم المصرية في عهدها الجديد؛ بالإضافة إلى العاصمة الشمالية التي يُنسب إنشائها للملك مينا والتي سُميت منف.
يعقب عصر الأسرات المبكر عصر الدولة القديمة، وهو يبدأ ب الأسرة المصرية الثالثة ومن ضمنها زوسر (2684 - 2600 قبل الميلاد)الذي بنى الهرم المدرج، أول بناء حجري كبير في التاريخ.

## الحضارة
بنحو عام 3600 ق.م. كان أساس ثقافة مجتمعات العصر الحجري الحديث المصرية على طول نهر النيل، جمع المحاصيل وتدجين الحيوانات. بعد وقت قصير (حوالي 3600 ق.م.) بدأ المجتمع المصري يزداد نموًا وتقدمًا نحو تكوين حضارة كبيرة. ظهر خلال هذه الفترة فخار جديد ومميز، وكان مرتبطا بنوع فخار جيد من فلسطين. أصبح استخدام النحاس واسع النطاق خلال هذا الوقت. استخدمت مبادئ بلاد الرافدين في صناعة الطوب المجفف بالشمس والمباني المعمارية، بما في ذلك استخدام القوس والجدران المزخرفة، وأصبحت شعبية خلال هذا الوقت.

## الاستكشافات

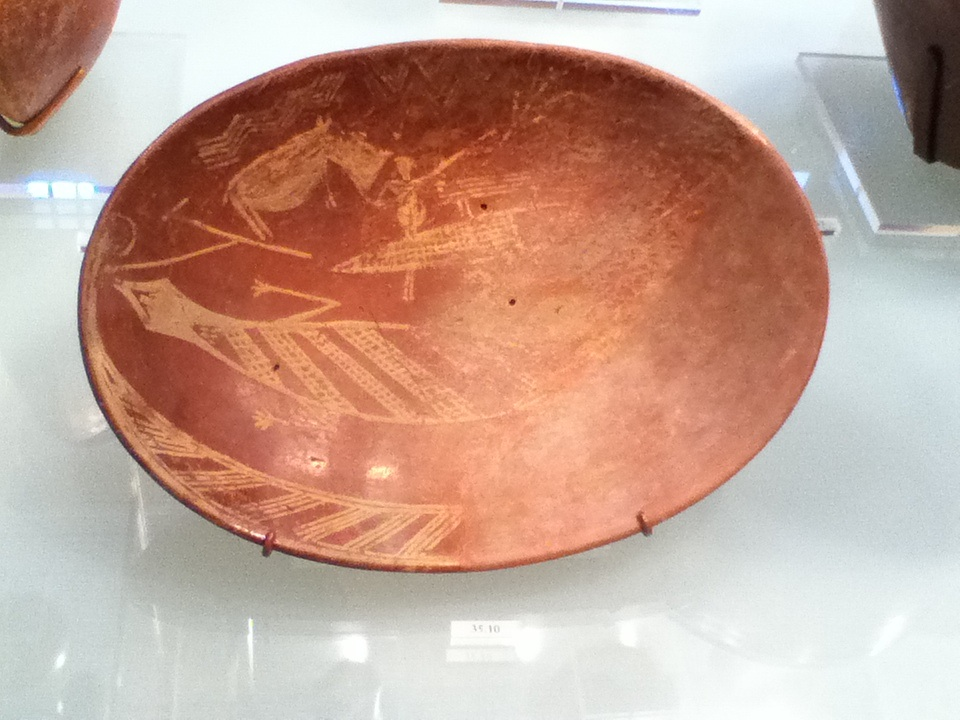
صفيحة صنعت أثناء فترة الأسرات المبكرة في مصر القديمة. تصور رجلًا على متن قارب إلى جانب فرس النهر وتمساح

تقع المواقع الأثرية التي تعود إلى العصر العتيق، مستوطنة عزبة «تل كفور نجم» (حوالى 5 كم جنوب غرب مدينة كفر صقر، محافظة الشرقية). فقد عثر على شواهد أثرية عديدة تؤكد تبعية الموقع إلى العصر المُبكر. واجرت جامعة الزقازيق حفائرها بالموقع وأسفرت عن اكتشاف منطقة سكنية من عصر ما قبل الأسرات، وجبانة تضم 127 مقبرة معظم محتوياتها سليمة. منها 60 مقبرة من عصر الأسرة الأولى و 23 مقبرة من نفس العصر؛ و17 مقبرة في مستوى العصر العتيق؛ و13 مقبرة حافلة بالكثير من القرابين، منها مقبرتان لطفلين داخل إنائين من الفخار (موسم 1990م). ودفنت بعضها على هيئة القرفصاء. وهياكل عظمية داخل أوانى وجرار فخارية يحمل معظمها علامات واسم الملك نارمر. وتوابيت معها حُلى (أساور من حجر الشست، وخلخال من الحجر في الساق اليمنى)؛ وألواح الكُحل وأوانى حجرية من الشست والألباستر، ولوحات من الإردواز (الشست) لإعداد الكحل. وذلك بالإضافة إلى أوانى أخرى نحاسية، وقطع من عظام حيوانية، وبقايا آنية بداخلها عظام حيوانية (مقبرة 127) وقرابين. ومن التمائم جعران من حجر الحية الأخضر (؟)، وتميمة على هيئة ذبابة مثقوبة من حجر أخضر داكن، وتميمة من الذهب على هيئة طائر «أيبس» (اللقلق) بساق واحد، وهي من الحالات النادرة في هذا المكان من العصر العتيق. كما عثر على تميمة أخرى من العقيق لعلها على هيئة صقر مُجنَّح (مقبرة 123). وهذا بالإضافة إلى أجزاء من جدران للمنطقة السكنية القديمة، وبداخلها عدة أماكن بها آثار حريق لأفران، ومواقد كانت تخدم أهل القرية.

## مستوطنات في كنعان والنوبة
تم إثبات الاستيطان والاستعمار المصري منذ حوالي 3200 قبل الميلاد فصاعدًا في جميع أنحاء منطقة جنوب كنعان مع كل أنواع القطع الأثرية تقريبًا: العمارة (التحصينات والسدود والمباني) والفخار والأواني والأدوات والأسلحة والأختام، إلخ. تم العثور على 20 سرخ منسوب إلى نارمر - أول حاكم في عصر الأسرات المبكرة - في كنعان. هناك أيضًا أدلة على الاستيطان والاحتلال المصريين في النوبة السفلى بعد انتهاء ثقافة المجموعة النوبية.